# Los náufragos (álbum)
Los náufragos es una banda sonora compuesta por el cantautor chileno Ángel Parra y el director de la película homónima de 1994 Miguel Littín. Fue lanzada el mismo año por el sello Alerce, y corresponde al vigésimo octavo álbum oficial en estudio de Ángel como solista.

## Características
En el disco participan el hijo de Ángel, Ángel Parra Orrego, y Roberto "Titae" Lindl, ambos integrantes de la banda Los Tres y que ya habían acompañado al cantautor en discos anteriores. Además participa el trompetista Cristián Cuturrufo, y Littín recita textos distribuidos a lo largo del álbum, que están acompañados con música de fondo.
En la carátula del disco el director de la película dice de Ángel Parra lo siguiente:

«La música que Ángel Parra compuso, inspirada en mi film "Los Náufragos", amplía y proyecta el universo musical, profundizando los sentimientos que el film expresa, como un desgarrador lamento surgen los sonidos del guitarrón, hondos y misteriosos como la tierra misma.»
Miguel Littín

## Lista de canciones
Toda la música compuesta por Ángel Parra y Miguel Littín, salvo que se indique lo contrario. 
| Lado A |                                                                   |             |          |  |
| N.º    | Título                                                            | Música      | Duración |  |
| 1.     | «Se me perdió el amor»                                            |             | 4:30     |  |
| 2.     | «Texto 1»                                                         |             | 4:48     |  |
| 3.     | «Se me perdió el amor» (instrumental)                             |             | 1:56     |  |
| 4.     | «Texto 2»                                                         |             | 0:51     |  |
| 5.     | «Tres alpinos» (con Anita Racz, Dominga Celedón y Pedro Perelman) | tradicional | 2:07     |  |
| 6.     | «Texto 3»                                                         |             | 0:40     |  |
| 7.     | «Cueca horrorosa»                                                 | Ángel Parra | 2:27     |  |
| 8.     | «Se me perdió el amor» (con Isabel Parra)                         |             | 4:21     |  |
| 9.     | «Se me perdió el amor» (con Isabel Parra, a cappella *)           |             | 3:54     |  |
| 25:34  |                                                                   |             |          |  |

| Lado B |                                |                          |          |  |
| N.º    | Título                         | Música                   | Duración |  |
| 10.    | «Basural»                      | Ángel Parra              | 3:26     |  |
| 11.    | «Texto 4»                      |                          | 0:41     |  |
| 12.    | «Melodía romántica»            | Ángel Parra              | 2:15     |  |
| 13.    | «Texto 5»                      |                          | 0:30     |  |
| 14.    | «Contigo en la distancia»      | César Portillo de la Luz | 3:22     |  |
| 15.    | «Texto 6»                      |                          | 0:37     |  |
| 16.    | «Corrido» (con Domina Celedón) | Ángel Parra              | 1:10     |  |
| 17.    | «Texto 7»                      |                          | 1:01     |  |
| 18.    | «Tema final»                   | Ángel Parra              | 4:08     |  |
| 17:10  |                                |                          |          |  |

(*) En algunas versiones del disco, esta canción se traslada a la número 16, desplazándose las demás hacia arriba.

## Créditos
Músicos
- Ángel Parra Orrego: guitarra, midi y eléctrica, arreglos
- Roberto Lindl: contrabajo
- Cristián Cuturrufo: trompeta
- Anita Racz, Dominga Celedón, Pedro Perelman: voces infantiles
- Silvia Lobo: voz femenina en «Tema final»
- Ángel Parra: guitarrón
- Isabel Parra: en «Se me perdió el amor»[n 1]

Otros
- Eduardo Vergara: ingeniero de sonido
- Iván Quiroz: asistente
- Eduardo Vergara, Ángel Parra: mezcla
- Ángel Parra: dirección artística
- Hugo Cisternas: diagramación
- Jaime Valbuena: edición digital